# San Antonio, Tetipac
San Antonio är en ort i Mexiko.   Den ligger i kommunen Tetipac och delstaten Guerrero, i den sydöstra delen av landet, 100 km sydväst om huvudstaden Mexico City. San Antonio ligger 1 612 meter över havet och antalet invånare är 484.
Terrängen runt San Antonio är huvudsakligen kuperad, men söderut är den bergig. Runt San Antonio är det ganska tätbefolkat, med 139 invånare per kvadratkilometer. Närmaste större samhälle är Taxco de Alarcón, 8,2 km söder om San Antonio. I omgivningarna runt San Antonio växer huvudsakligen savannskog.